# Luis Bermejo Vida
Luis Bermejo Vida (Saragossa, 2 de novembre de 1880 - Saragossa, 18 de setembre de 1941) va ser un químic i polític espanyol, alcalde de València, governador civil i rector de la Universitat Complutense de Madrid.
Doctorat a la Universitat Central de Madrid —la seva tesi doctoral es va titular Los carbones aragoneses i data de 1903—, va ser catedràtic de Química en la Universitat de Santiago, de Química general en la Universitat de València i de Química Orgànica en la Universitat de Madrid. Va exercir a més entre 1911 i 1912 com a alcalde de València. President de la Reial Societat Espanyola de Física i Química durant part de la Segona República, entre la seva obra es troba una traducció del Tratado de química biológica d'Eugene Lambling, nombrosos articles als Annals de la Reial Societat Espanyola de Física i Química, entre d'altres.
El 1939, amb la finalitat de la guerra civil va ser nomenat degà de la facultat de Ciències de la Universitat de Madrid. Va ser el primer director de l'Institut del Combustible, fundat el 1940, i va prendre possessió d'un seient com a acadèmic de nombre de la Reial Acadèmia Nacional de Medicina el 20 d'abril de 1941, només uns mesos abans de morir. En la seva obra científica destaquen recerques sobre l'obtenció de combustibles líquids a partir de carbó, en els quals va posar la seva esperança de cara a una Espanya autàrquica.